# ДС-У2-ГФ
ДС-У2-ГФ (- Гелиофизический) — тип советских научно-исследовательских космических аппаратов разработанных в ОКБ-586 (ныне КБ «Южное») и предназначенных для исследования коротковолнового излучения Солнца, звёзд, туманностей и верхних слоёв атмосферы Земли в рентгеновской и ультрафиолетовой областях спектра.
Данный космический аппарат стал малой оптической обсерваторией, оснащенной приборами для регистрации излучений одновременно Солнца, звёзд, туманностей и верхней атмосферы.

## История создания
В декабре 1959 года создается Межведомственный научно-технический совет по космическим исследованиям при Академии Наук СССР во главе с академиком М. В. Келдышем, на который возлагается разработка тематических планов по созданию космических аппаратов, выдача основных тематических заданий, научно-техническая координация работ по исследованию и освоению верхних слоев атмосферы и космического пространства, подготовка вопросов организации международного сотрудничества в космических исследованиях.
Членом Президиума Межведомственного научно-технического совета по космическим исследованиям утверждается М. К. Янгель. В области прикладных задач проведения подобных работ было поручено НИИ-4 Министерства обороны СССР.
В 1962 году в программу второй очереди пусков ракеты-носителя «63С1», были включены космические аппараты «ДС-А1», «ДС-П1», «ДС-МТ» и «ДС-МГ».
Положительные результаты первых работ, подтвердившие перспективность дистанционных методов решения научных и прикладных задач, стимулировали огромный поток заявок на разработки новых научно-исследовательских космических аппаратов с различной целевой аппаратурой на борту.
После проведения поисковых проектных работ по разработки новой модификации исследовательских спутников стало очевидно, что в связи с многообразием исследовательских задач и различиями между требованиями к новой серии, разработать аппарат одного типа было практически невозможно.
В 1963 году было принято решение о создании трёх модификаций унифицированной спутниковой платформы:
- ДС-У1 — неориентированный в пространстве космический аппарат с химическими источниками энергии;
- ДС-У2 — неориентированный в пространстве космический аппарат с солнечными батареями, в качестве источника энергии;
- ДС-У3 — ориентированный на Солнце космический аппарат с солнечными батареями, в качестве источника энергии.

Малые космические спутниковые платформы стали инструментальной базой для организации международного сотрудничества в области исследования космического пространства по программе «Интеркосмос».

## Особенности конструкции

### Корпус
Основным узлом каждой модификации унифицированной платформы является герметичный корпус, выполненный из специального алюминиевого сплава — АМг-6, что было продиктовано необходимостью обеспечения определенных климатических условий в середини корпуса аппарата. Цилиндрический корпус длиной 1,46 м и диаметром 0,8 м условно разделен на три отсека:
- отсек научной аппаратуры;
- отсек комплекса основных и вспомогательных систем;
- отсек электроснабжения.

### Солнечные батареи
Солнечная батарея общей площадью 5 м2 представляет собой восьмигранную призму с четырьмя поворотными панелями. Основанием солнечной батареи является штампованный каркас, выполненный из комбинации алюминиевых и магнитных сплавов.
На гранях и торцевых поверхностях каркаса устанавливаются стационарные панели солнечной батареи. Четыре поворотные панели прикреплены к каркасу с помощью поворотных механизмов.
В транспортном положении поворотные панели солнечной батареи закреплены на каркасе в свернутом положении. Открепление и установка солнечных панелей происходит во время отделения космического аппарата от ракеты-носителя.
На всех модификациях спутниковых платформ «ДС-У2» и «ДС-У3» применялись фотоэлектрические системы электроснабжения с солнечными батареями кремниевых фотопреобразователей и электрохимическими батареями серебряно-цинковых аккумуляторов, работающих в буферных зарядно — рязрядных режимах.

### Бортовой аппаратный комплекс
Бортовой аппаратный комплекс космического аппарата типа «ДС-У2-ГФ» предназначается для командно-информационного, энергетического, климатического и сервисного обеспечения функционирования аппаратуры целевого назначения космического аппарата.
В состав радиотехнического комплекса входит:
- «БРКЛ-Б» — аппаратура командной радиолинии связи, представляет собой узкополосный приемник-дешифратор переданных с Земли сигналов для преобразования их в команды немедленного исполнения;
- «Краб» — аппаратура радиоконтроля орбиты и телесигнализации представляет собой передатчик высокостабильного двухчастотного когерентного сигнала излучения, который используется наземной станцией для

определения орбитальной скорости космического аппарата, а также для передачи информации с датчиков телеметрии;
- «Трал-П2» — аппаратура телеконтроля с запоминающим устройством «ЗУ-2С».

В состав научной аппаратуры входит:
- «ФПК-3» — фильтровый прибор коротковолнового спектра;
- «РСР-06» — рентгеновский спектрометр;
- «ЗФК-06» — звёздный фотометр коротковолновой области;
- «РИГ-113» — аппаратура регистрации потока излучений;
- «ИЭ-2» — аппаратура оценки коэффициентов отражения зеркал;
- «СГК-58» — магнитометр;
- датчики углов наведения научной аппаратуры на Солнце.

Также данный космический аппарат был оснащен газореактивной системой закрутки.

## Предназначения платформы
Спутниковая платформа космических аппаратов типа «ДС-У2-ГФ» была предназначена для проведения следующих научных экспериментов:
- исследование коротковолновой радиации Солнца и верхних слоёв атмосферы в нескольких спектральных участках в области 1 — 1500 нм;[10]
- исследование спектра излучений Солнца в области 30 — 300 нм;
- исследование коротковолновой радиации звёзд в нескольких спектральных участках в области 40 — 1500 нм;
- регистрация потока излучения искусственных поясов радиации, контроль радиоактивной зараженности верхних слоёв атмосферы, а также уровня радиоактивности внешней поверхности корпуса космического аппарата;
- исследование влияния различных факторов космической среды (метеориты, космическая пыль, потоки заряженных частиц) на коэффициент зеркального и диффузного отражений зеркал астрономических приборов.

Заказчиком и постановщиком данного научного эксперимента были следующие научные организации:
- Государственный оптический институт имени С. И. Вавилова (ныне — ГОИ).[1];
- Крымская астрофизическая обсерватория АН СССР (ныне — КрАО).

## Эксплуатация
На базе платформы «ДС-У2-ГФ» был разработан и запущен 26 декабря 1968 года со стартовой площадки космодрома «Капустин Яр» космический аппарата серии «Космос» — «Космос-262». 

## Результаты экспериментов
Научным оборудованием на борту аппарата удалось получить и расшифровать данные, что позволили установить направление зарегистрированных излучений на всей протяжности эксперимента.
Записи приборов дали возможность проследить всплески и спады излучений, связанные с активными процессами во внешних оболочках Солнца.